# Sportåret 1893

## Händelser

### Bandy
- Okänt datum - Bandy introduceras i Danmark av CG Tebbutt.[1]

### Baseboll
- Boston Beaneaters vinner National League.[2]

### Boxning
- Okänt datum - Lättviktsvärldsmästaren Jack McAuliffe drar sig tillbaka obesegrad och blir en av få boxare att gå obesegrade genom en hel karriär. Titeln blir vakant.[3]

Världsmästare
- Världsmästare i tungvikt – James J. Corbett
- Världsmästare i mellanvikt – Bob Fitzsimmons
- Världsmästare i weltervikt – "Mysterious" Billy Smith
- Världsmästare i lättvikt – Jack McAuliffe → titeln vakant då McAuliffe dragit sig tillbaka obesegrad
- Världsmästare i fjädervikt – George Dixon

### Hastighetsåkning på skridskor
- 13-14 januari - De fjärde världsmästerskapen i hastighetsåkning på skridskor för herrar anordnas på Museumplein i Amsterdam, Nederländerna. 17 deltagare kommer från fyra länder. För första gången åker man de meter-distanser som senare kommit att gälla.

### Hästsport
- 10 maj - Vid 19:e Kentucky Derby vinner Eddie Kunze på Lookout med tiden 2.39.25.[5]

## Bildade föreningar och klubbar
- 9 september - VfB Stuttgart, fotbollsklubb i Tyskland.
- December - Sankt Moritz BC, bandyklubb i Schweiz.[6]

## Födda
- 9 mars – Roland Jacobi, ungersk bordtennisspelare med bland annat fyra VM-guld.
- 5 april – Clas Thunberg, finländsk skridskoåkare med bland annat fem OS-guld och fem VM-guld.
- 7 juni – Gillis Grafström, svensk konståkare med bland annat tre OS-guld och tre VM-guld.
- 31 december – Hans Beck-Friis, svensk friherre, diplomat, ambassadör och golfspelare.

### Fotnoter
1. ↑  ”Denmark” (på engelska). Bandytipset. https://www.oocities.org/~bandytips/English/Denmark.html. Läst 8 september 2011.
2. ↑  ”The 1893 Season” (på engelska). Retrosheet. http://www.retrosheet.org/boxesetc/1893/Y_1893.htm. Läst 19 juli 2015.
3. ↑  Cyber Boxing Zone – Jack McAuliffe. läst 13 november 2009.
4. ↑  ”Cyber Boxing Zone”. Arkiverad från originalet den 20 juni 2009. https://www.webcitation.org/5hg1si20f?url=http://www.cyberboxingzone.com/boxing/pastchp.htm. Läst 20 juni 2009.
5. ↑  ”Chronology of Sports”. Arkiverad från originalet den 4 oktober 2011. https://web.archive.org/web/20111004143035/http://worldtimeline.info/sports/spor1890.htm. Läst 19 juli 2011.
6. ↑  ”Bandytipset”. http://www.geocities.com/Colosseum/Track/2049/English/Switzerland.html. Läst 2 september 2011.